# Rhynchospora scirpoides
Rhynchospora scirpoides är en halvgräsart som först beskrevs av John Torrey, och fick sitt nu gällande namn av August Heinrich Rudolf Grisebach. Rhynchospora scirpoides ingår i släktet småag, och familjen halvgräs. Inga underarter finns listade i Catalogue of Life.